# Karamojong

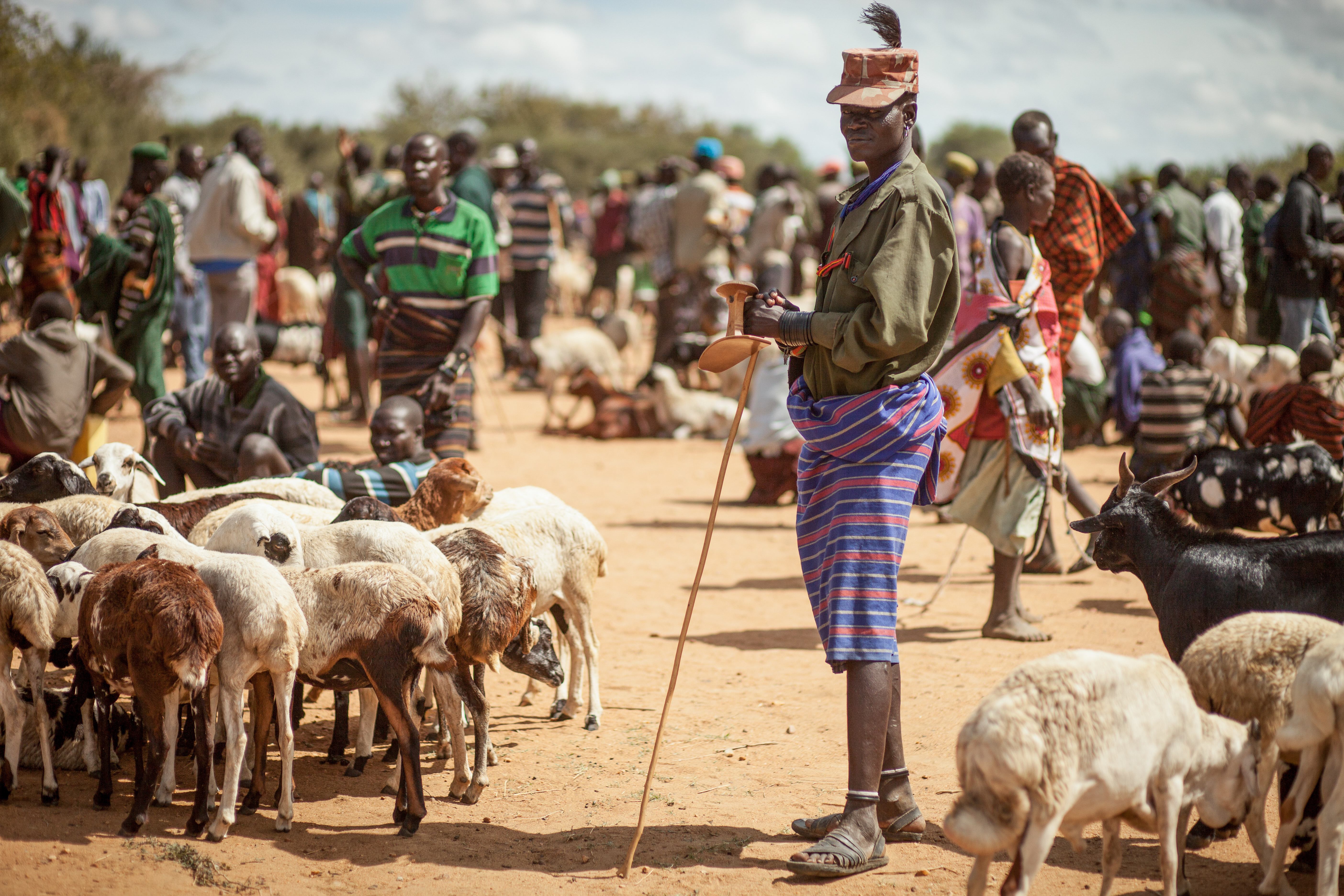
Karamojong-Hirten

Die Karamojong oder Karimojong sind ein halbnomadisches Hirtenvolk im trockenen Nordosten Ugandas in der Subregion Karamoja. Sie sprechen Ngakaramojong, eine ostnilotische Sprache. Viele von ihnen sind Anhänger des traditionellen Glaubens.
Rinder spielen bei den Karamojong eine große Rolle. Schwere Auseinandersetzungen mit den benachbarten Iteso, Kumam und Kakwa in Uganda, wie auch mit den Turkana in Kenia gibt es wegen Viehdiebstahls oft ganzer Herden und Konflikten um Wasserstellen. Dabei kommen auch Menschen zu Tode, insbesondere weil viele Karamojong im Besitz von AK-47 sind.